# World Open Snooker 2010
De World Open 2010 is de eerste editie van dit snookertoernooi. Het toernooi heette eerder Grand Prix. Wereldkampioen Neil Robertson is titelverdediger van de laatste Grand Prix.
De World Open wordt gehouden in het SECC in Glasgow. In de World Open zal net als bij de Grand Prix na elke ronde geloot worden voor de volgende, hetzelfde systeem dat in bekervoetbal toegepast wordt. De eerste drie ronden worden afgewerkt in het EIS in Sheffield.

## Deelnemers
Aan de world Open doen naast alle 96 main-tour spelers ook mee:
- 10x Riley's regionale qualifiers
  - Allan Morgan, Marc Davis, Gary Thompson, James Loft, Ian Glover, Richard Beckman, Jamie Edwards, Matt Williams, John Whitty, Sam Harvey
- 10x qualifiers van andere regionale toernooien (ook uit Ierland, Noord-Ierland en Schotland)
  - Jason Devaney, Ryan Causton, James McGouran, Julian Logue, Anish Gokool, Mike Finn, Sam Baird, Chris Norbury, Craig MacGillivray, Mitchell Mann
- 4x internationale qualifiers
  - Bahrein: Habib Subah
  - België: Mario Geudens
  - Germany: Lasse Münstermann
  - Thailand: Thepchaiya Un-Nooh
- 2x PTC Order of Merit top 2 amateurspelers
  - Michael Wasley
  - Daniel Wells
- 2x Europese Dames tour speelsters
  - Wendy Jans
  - Anita Rizzuti
- 2x senioren
  - Darren Morgan
  - Tony Knowles
- 2x junioren
  - Joel Walker
  - Luca Brecel

## Prijzengeld
Het prijzengeld is als volgt:
Winnaar: £100 000

Runner Up: £40 000

Laatste 4: £20 000

Laatste 8: £12 000

Laatste 16: £7500

Laatste 32: £5000

Laatste 64: £2500

Laatste 96: £1500

Hoogste break voorrondes: £500

Hoogste break eindronde: £4000

Total: £502,500

## Loting
De lotingen van rondes één, twee en drie zijn verricht voor het hoofdtoernooi.
Gedurende het toernooi worden er best-of-5 wedstrijden gespeeld tot de finale, deze is best-of-9.

### Ronde 1
Alle amateurs, vrouwen en de spelers gerankt 65-96 op de wereldranglijst.
| Jamie Jones        | 3-0 | Tony Knowles              |
| Matt Williams      | 1-3 | Paul Davison              |
| John Whitty        | 0-3 | Thanawat Thirapongpaiboon |
| Noppon Saengkham   | 3-1 | Luca Brecel               |
| Igor Figueiredo    | 3-2 | Liu Chuang                |
| Liam Highfield     | 3-1 | Michael White             |
| Justin Astley      | 3-2 | Michael Wasley            |
| Chris Norbury      | 3-0 | Richard Beckham           |
| Adam Wicheard      | 2-3 | James McBain              |
| Daniel Wells       | 3-1 | Jamie O'Neill             |
| Jak Jones          | 1-3 | Joe Jogia                 |
| Patrick Wallace    | 3-0 | Kurt Maflin               |
| Jack Lisowski      | 3-1 | Ryan Causton              |
| Xiao Guodong       | 3-0 | James Loft                |
| Thepchaiya Un-Nooh | 3-1 | Reanne Evans              |
| Julian Logue       | 1-3 | Joel Walker               |

| Mike Finn         | 0-3 | Kyren Wilson       |
| Habib Subah       | 1-3 | Darren Morgan      |
| Mitchell Mann     | 0-3 | Ben Woollaston     |
| Andrew Pagett     | 2-3 | Kuldesh Johal      |
| Anish Gokool      | 0-3 | Sam Harvey         |
| Patrick Einsle    | 2-3 | Dermot McGlinchey  |
| Issara Kachaiwong | 2-3 | James McGouran     |
| Sam Baird         | 3-2 | Zhang Anda         |
| Gary Thompson     | 0-3 | Lasse Münstermann  |
| Anthony McGill    | 3-1 | Ian Glover         |
| Mario Geudens     | 3-2 | Jason Devaney      |
| Anita Rizzuti     | 0-3 | Alfred Burden      |
| Allan Morgan      | 0-3 | Liu Song           |
| Marc Davis        | 0-3 | Matthew Couch      |
| Wendy Jans        | 1-3 | Simon Bedford      |
| Jamie Edwards     | 1-3 | Craig MacGillivray |

### Ronde 2
In de tweede ronde spelen de winnaars van de eerste ronde en de spelers die tussen de plaatsen 33 en 64 staan op de wereldranglijst.
| Jamie Burnett      | 0-3 | Adrian Gunnell    |
| Dominic Dale       | 3-1 | Sam Harvey        |
| Ben Wollaston      | 3-0 | Justin Astley     |
| Liu Song           | 3-1 | Barry Pinches     |
| Anthony Hamilton   | 1-3 | James McBain      |
| Jimmy White MBE    | 3-0 | Michael Judge     |
| Dermot McGlinchey  | 1-3 | Paul Davison      |
| Anthony McGill     | 3-1 | Mario Geudens     |
| Tom Ford           | 1-3 | Alfred Burden     |
| Paul Davies        | 3-2 | Issara Kachaiwong |
| Bjorn Haneveer     | 3-2 | Joe Swail         |
| Thepchaiya Un-Nooh | 3-0 | Peter Lines       |
| Simon Bedford      | 3-2 | Jimmy Robertson   |
| Liam Highfield     | 2-3 | Fergal O'Brien    |
| Noppon Saengkham   | 0-3 | Martin Gould      |
| Matthew Couch      | 3-0 | Ian McCulloch     |

| Jimmy Michie       | 3-2 | Mark Joyce                |
| Jamie Jones        | 3-0 | Sam Baird                 |
| Darren Morgan      | 3-2 | Xiao Guodong              |
| Tony Drago         | 3-1 | Joel Walker               |
| Joe Delaney        | 2-3 | Thanawat Thirapongpaiboon |
| Chris Norbury      | 1-3 | Alan McManus              |
| Stuart Pettman     | 3-0 | Kyren Wilson              |
| Matthew Selt       | 3-1 | Lasse Münstermann         |
| Rod Lawler         | 2-3 | Nigel Bond                |
| Marcus Campbell    | 3-0 | Daniel Wells              |
| Jack Lisowski      | 1-3 | Andy Hicks                |
| Rory McLeod        | 3-1 | Kudelsh Johal             |
| Igor Figueiredo    | 3-0 | David Gilbert             |
| Robert Milkins     | 1-3 | David Morris              |
| Patrick Wallace    | 1-3 | Joe Jogia                 |
| Craig MacGillivary | 0-3 | James Wattana             |

### Ronde 3
In deze ronde stroomt de top 32 van de wereldranglijst in.
| Judd Trump       | 3-0 | Thanawat Tirapongpaiboon |
| Marco Fu         | 3-2 | Alfred Burden            |
| Matthew Selt     | 0-3 | Martin Gould             |
| Fergal O'Brien   | 3-1 | Dominic Dale             |
| Ricky Walden     | 3-1 | Andy Hicks               |
| Darren Morgan    | 2-3 | Matthew Stevens          |
| Andrew Higginson | 3-1 | Liang Wenbo              |
| Gerard Greene    | 2-3 | Joe Jogia                |
| Marcus Campbell  | 3-1 | Simon Bedford            |
| Liu Song         | 3-1 | Michael Holt             |
| Alan McManus     | 3-0 | Anthony McGill           |
| Shaun Murphy     | 0-3 | Dave Harold              |
| Paul Davison     | 3-2 | Jimmy White MBE          |
| Ding Junhui      | 3-0 | Adrian Gunnell           |
| Ali Carter       | 3-1 | Thepchaiya Un Nooh       |
| Steve Davis OBE  | 1-3 | Peter Ebdon              |

| James Wattana      | 2-3 | Jimmy Michie      |
| Rory McLeod        | 1-3 | Nigel Bond        |
| Mark Davis         | 3-0 | Jamie Jones       |
| Tony Drago         | 1-3 | Stephen Lee       |
| Mike Dunn          | 3-0 | Ryan Day          |
| David Morris       | 3-0 | Ben Woollaston    |
| Mark Allen         | 2-3 | James McBain      |
| Matthew Couch      | 3-0 | Paul Davies       |
| Ken Doherty        | 3-2 | Joe Perry         |
| Stuart Bingham     | 2-3 | Jamie Cope        |
| Neil Robertson     | 3-1 | Graeme Dott       |
| Stephen Hendry MBE | 3-0 | Bjorn Haneveer    |
| Stuart Pettman     | 2-3 | Stephen Maguire   |
| Mark King          | 0-3 | Ronnie O'Sullivan |
| Mark Selby         | 2-3 | Barry Hawkins     |
| Mark Williams MBE  | 3-0 | Igor Figueiredo   |

### Ronde 4 Laatste 32
| Matthew Stevens   | 2-3 | Alan McManus     |
| Mike Dunn         | 1-3 | Marcus Campbell  |
| Joe Jogia         | 0-3 | Liu Song         |
| Jamie Cope        | 3-2 | Dave Harold      |
| Ronnie O'Sullivan | 3-1 | Jimmy White MBE  |
| Martin Gould      | 3-0 | Matthew Couch    |
| Marco Fu          | 1-3 | Andrew Higginson |
| Ken Doherty       | 1-3 | Barry Hawkins    |

| Judd Trump     | 2-3 | Stephen Maguire    |
| Neil Robertson | 3-1 | David Morris       |
| James McBain   | 0-3 | Ricky Walden       |
| Nigel Bond     | 2-3 | Stephen Lee        |
| Ali Carter     | 1-3 | Mark Williams MBE  |
| Ding Junhui    | 3-1 | Jimmy Michie       |
| Mark Davis     | 0-3 | Stephen Hendry MBE |
| Peter Ebdon    | 3-2 | Fergal O'Brien     |

### Ronde 5 Laatste 16
| Stephen Maguire | 3-0 | Alan McManus    |
| Ding Junhui     | 3-0 | Marcus Campbell |
| Peter Ebdon     | 3-2 | Liu Song        |
| Jamie Cope      | 1-3 | Ricky Walden    |

| Neil Robertson     | 3-2 | Andrew Higginson  |
| Martin Gould       | 3-0 | Stephen Lee       |
| Barry Hawkins      | 2-3 | Mark Williams MBE |
| Stephen Hendry MBE | 1-3 | Ronnie O'Sullivan |

### Kwartfinales
| Mark Williams MBE | 3-2 | Ding Junhui     |
| Peter Ebdon       | 3-1 | Martin Gould    |
| Ronnie O'Sullivan | 3-1 | Stephen Maguire |
| Ricky Walden      | 1-3 | Neil Robertson  |

### Halve Finales
| Mark Williams MBE | 2-3 | Neil Robertson    |
| Peter Ebdon       | 1-3 | Ronnie O'Sullivan |

### Finale
,
| Finale: Best of 9 Frames 26 september 2010 Referee:          |             |                |
| Ronnie O'Sullivan                                            |             | Neil Robertson |
|                                                              |             |                |
| 1                                                            | Frames      | 5              |
| 75-51, 107-0 (107), 18-79 (72), 73-15 (59), 66-0 (66), 63-44 |             |                |
| -                                                            | 100+ Breaks | 107            |
| 72                                                           | 50+ Breaks  | 59,66          |